# Henryk Woźniakowski
Henryk Woźniakowski (* 31. August 1946) ist ein polnischer Mathematiker und Hochschullehrer.

## Ausbildung und Beruf
Woźniakowski studierte bis 1969 Mathematik an der Universität Warschau. Dort promovierte er 1972 mit einer Arbeit zum Thema On nonlinear iterative processes in numerical methods bei Andrzej Kiełbasiński und habilitierte sich 1976. Er blieb an der Universität Warschau und arbeitete dort als Dozent. Von 1981 bis 1984 war er Dekan der Fakultät für Mathematik und Mechanik der Universität Warschau. 1984 wurde er als Professor für Computer Science an die Columbia University, New York City, Vereinigte Staaten berufen. 1988 bekam er außerdem eine Professur für Mathematik an der Universität Warschau.

## Forschungsinteressen
Woźniakowski forscht auf dem Gebiet der Angewandten Mathematik und Informatik, insbesondere der Numerischen Mathematik, der Komplexitätstheorie und der Informationsbasierten Komplexität. Er untersucht und entwickelt optimale Algorithmen zur Lösung komplexer Probleme. In neuerer Zeit beschäftigt Woźniakowski sich auch mit Quantencomputern und Quantenalgorithmen. Er untersucht hochdimensionale numerische Probleme und adaptive Methoden der Optimierung. Als Lösungsverfahren werden von ihm Monte-Carlo-Algorithmen und Quasi-Monte-Carlo-Algorithmen untersucht und entwickelt.
Woźniakowski wirkte als Gastgeber am von der Deutschen Forschungsgemeinschaft (DFG) von 2009 bis 2011 geförderten Projekt Hochdimensionale numerische Integration: Komplexität, Konstruktion von Integrationspunkten und Anwendungen in der Finanzmathematik  mit.
Woźniakowski hat mehr als 200 Publikationen und einen h-Index von 47.

## Ämter, Engagement
Woźniakowski war 1985 einer der Mitbegründer des Journal of Complexity. Er sitzt in der Redaktion der polnischen Zeitschrift für angewandte Mathematik (Matematyka Stosowana) und im Beirat der Foundations of Computational Mathematics.
Woźniakowski nahm verschiedene Gastprofessuren wahr, darunter an der Friedrich-Schiller-Universität Jena und an der University of New South Wales, Sydney, Australien.
Seit 1991 organisierte Woźniakowski zusammen mit Joseph F. Traub und Erich Novak alle zwei bis vier Jahre im Leibniz-Zentrum für Informatik auf Schloss Dagstuhl Tagungen zum Thema Algorithms and Complexity of Continuous Problems. Diese Tagungen wurden nach Traubs Tod von anderen Wissenschaftlern fortgeführt. Die Berichte über diese Tagungen gaben Traub, Novak und Woźniakowski heraus. Sie sind frei abrufbar.

## Preise, Anerkennung
Woźniakowski erhielt 1980 und 1989 den Preis des polnischen Bildungsministeriums. 1975 und 1983 gewann er den Forschungspreis der Polnischen Akademie der Wissenschaften. 1988 wurde ihm der Stanisław-Mazur-Preis der Polnischen Mathematische Gesellschaft verliehen. 2002 erhielt er den Special IBC Award (Prize for Achievement in Information-Based Complexity), 2006 die Władysław-Orlicz-Medaille. Von 2006 bis 2007 wurde er mit einem Forschungsstipendium der Alexander-von-Humboldt-Stiftung gefördert. Seit 2007 ist er korrespondierendes Mitglied der Polnischen Akademie der Wissenschaften. 2008 wurde Woźniakowski die Ehrendoktorwürde der Universität Jena verliehen. 2014 wurde ihm für sein dreibändiges Werk Tractability of Multivariate Problems (zusammen mit Erich Novak) der Stefan-Banach-Preis verliehen.

## Veröffentlichungen (Auswahl)
- Abc on ibc, 2019, Journal of Complexity, Band 52 online
- Mit Klaus Ritter, Ian Hugh Sloan, Erich Novak: Joseph F. Traub, the Founding Editor of the Journal of Complexity, dies at 83, 2015, Journal of Complexity, Band 31
- Mit Erich Novak: Tractability of multivariate problems. Band 3: Standard information for operators, European Mathematical Society, Zürich, 2012, ISBN 9783037191163
- Mit Erich Novak: Tractability of multivariate problems Band 2: Standard information for functionals, European Mathematical Society, Zürich, 2010, ISBN 9783037190845
- Mit I Sloan, Grzegorz Włodzimierz Wasilkowski, Frances Kuo: On decompositions of multivariate functions, 2010, Mathematics of computation, Band 79 online
- Mit Erich Novak, Ian H. Sloan, Joseph Traub: Essays on the Complexity of Continuous Problems,  EMS Press, 2009, ISBN 978-3-03719-069-2
- Mit Erich Novak: Tractability of multivariate problems Band 1: Linear information, European Mathematical Society, Zürich, 2008, ISBN 9783037195260
- The quantum setting with randomized queries for continuous problems, 2006, Quantum Information Processing, Band 5 online
- Tractability of multivariate problems for weighted spaces of functions, 2006, Banach Center Publications, Band 1 online
- Open problems for tractability of multivariate integration, 2003, Journal of Complexity, Band 19 online
- Mit Stefan Heinrich, Erich Novak, Grzegorz W. Wasilkowski: The inverse of the star-discrepancy depends linearly on the dimension, 2000, ACTA ARITHMETICA-WARSZAWA, Band 96 (uni-kl.de PDF).
- Efficiency of quasi-Monte Carlo algorithms for high dimensional integrals, 2000, Springer Berlin Heidelberg
- Why does information-based complexity use the real number model?, 1999, Theoretical Computer Science, Band 219 online
- Tractability and strong tractability of linear multivariate problems, 1994, Journal of Complexity, Band 10 online
- Average case complexity of linear multivariate problems I. Theory, 1992, Journal of Complexity, Band 8 online
- Average case complexity of multivariate integration, 1991, Bulletin of the American Mathematical Society (New Series), Band 24 online
- Mit B. Bojanov: Optimal Recovery: Proceedings of the Second International Symposium, Varna, May 29–June 2, 1989, Nova Science Pub Inc, 1992, ISBN 978-1560720164
- Mit Joseph Traub und Grzegorz Wasilkowski: Information-Based Complexity, Academic Press; First Edition, 1988, ISBN 978-0126975451
- Information-based complexity, 1986, Annual review of computer science, Band 1
- A survey of information-based complexity, 1985 online
- Mit Joseph Traub und Grzegorz Wasilkowski: Information, Uncertainty, Complexity, Longman Higher Education, 1982, ISBN 978-0201078909
- Mit Joseph Traub: A general theory of optimal algorithms, 1980, Academic Press,  ISBN 978-0126976502
- Roundoff-error analysis of a new class of conjugate-gradient algorithms, 1980, Linear Algebra and its Applications, Band 29 online
- Round-off error analysis of iterations for large linear systems, 1978, Numerische Mathematik, Band 30 online
- Mit Bolesław Zygmunt Kacewicz: A survey of recent problems and results in analytic computational complexity, 1977, Springer, ISBN 978-3-540-08353-5 online
- Numerical stability of the Chebyshev method for the solution of large linear systems, 1977, Numerische Mathematik, Band 28
- Numerical stability for solving nonlinear equations, 1976, Numerische Mathematik, Band 27 online
- Maximal order of multipoint iterations using n evaluations, 1976, Analytic computational complexity online
- Rounding error analysis for the evaluation of a polynomial and some of its derivatives, 1974, SIAM Journal on Numerical Analysis, Band 11